# Seventh Star
Seventh Star е дванадесети студиен албум на хевиметъл групата „Блек Сабат“, който е издаден на 28 януари 1986 г. от Vertigo Records. Албумът излиза в труден период за групата, приключил със спорно турне. Тони Айоми е единственият оригинален член на групата, който взима участие в албума.
Това е първи албум без басиста Гийзър Бътлър, който напуска „Блек Сабат“ след края на турнето в подкрепа на Born Again (1983). Seventh Star е написан изцяло от Айоми и е трябвало да бъде негов соло албум, както се вижда от експериментирането в музиката му. Под натиска от лейбъла „Уорнър Брос Рекърдс“ и мениджъра на групата Дон Ардън обаче на обложката е написано Black Sabbath featuring Tony Iommi. Глен Хюз от „Дийп Пърпъл“ е вокал в този албум.

## Информация
Подобно на своя предшественик Born Again (1983), и този албум не е трябвало да бъде на „Блек Сабат“. В последната минута звукозаписната компания „Уорнър Брос Рекърдс“ слага името на групата върху обложката му, за да предизвика по-големи продажби, предвид популярното име. Поради това звученето му е съвсем различно от досегашните албуми на „Блек Сабат“. Много от песните в него са в хардрок стил и с блусарско звучене. Seventh Star е първи албум с дългогодишния кийбордист Джеф Николс като официален член на групата. Във видеоклипа към песента „No Stranger to Love“ участва актрисата Дениз Кросби, която година по-късно влиза в ролята на Таша Яр от сериала „Стар Трек: Следващото поколение“.

## Състав
- Глен Хюз – вокали
- Тони Айоми – китара, пиано, синтезатор
- Джеф Николс – клавиши
- Ерик Сингър – барабани, тимпани
- Дейв Шпиц – бас

## Песни
Всички песни са написани от Айоми, Хюз, Николс и Глайксмън.
| Seventh Star | Seventh Star          | Seventh Star | Seventh Star | Seventh Star | Seventh Star | Seventh Star | Seventh Star | Seventh Star | Seventh Star |
| №            | Име                   | Време        |              |              |              |              |              |              |              |
| ------------ | --------------------- | ------------ | ------------ | ------------ | ------------ | ------------ | ------------ | ------------ | ------------ |
| 1.           | In for the Kill       | 3:48         |              |              |              |              |              |              |              |
| 2.           | No Stranger to Love   | 4:28         |              |              |              |              |              |              |              |
| 3.           | Turn to Stone         | 3:28         |              |              |              |              |              |              |              |
| 4.           | Sphinx (The Guardian) | 1:12         |              |              |              |              |              |              |              |
| 5.           | Seventh Star          | 5:20         |              |              |              |              |              |              |              |
| 6.           | Danger Zone           | 4:23         |              |              |              |              |              |              |              |
| 7.           | Heart Like a Wheel    | 6:35         |              |              |              |              |              |              |              |
| 8.           | Angry Heart           | 3:06         |              |              |              |              |              |              |              |
| 9.           | In Memory...          | 2:35         |              |              |              |              |              |              |              |
| 34:55        |                       |              |              |              |              |              |              |              |              |